# Eunidia anteflava
Eunidia anteflava är en skalbaggsart som beskrevs av Pierre Lepesme och Stefan von Breuning 1953. Eunidia anteflava ingår i släktet Eunidia och familjen långhorningar.
Artens utbredningsområde är Kenya. Inga underarter finns listade i Catalogue of Life.